# Varvarivka, Slavuta
Varvarivka (în ucraineană Варварівка) este localitatea de reședință a comunei Varvarivka din raionul Slavuta, regiunea Hmelnîțkîi, Ucraina.

## Demografie
Componența lingvistică a localității Varvarivka
     Ucraineană (98,8%)
     Alte limbi (0,96%)
Conform recensământului din 2001, majoritatea populației localității Varvarivka era vorbitoare de ucraineană (98,8%), existând în minoritate și vorbitori de alte limbi.